# 大井政成
大井 政成（おおい まさなり）は、安土桃山時代から江戸時代初期の武将。信濃国佐久郡の国衆で耳取大井氏の当主。

## 生涯

### 出自
耳取大井氏は佐久郡の有力国衆・信濃大井氏の傍流。政成は武田晴信の初陣で戦った平賀玄信の曾孫と伝わるが、そもそも平賀玄信の存在自体が疑わしいため事実かどうかは不明。父・政継の代に耳取城（現・小諸市）を攻め取ったという。

### 武田家臣時代
当時信濃を制圧していた武田信玄に仕えたとみられ、永禄元年（1558年）10月4日に佐久郡の矢島氏の調略を命じられているのが史料上の初見であり、この時「大井民部丞」と名乗っている。永禄11年（1568年）の駿河侵攻では蒲原城・沼津城攻略の際に功があった。その後の武田氏による東海地方侵攻にも従軍したとみられ、天正元年（1573年）12月2日に玉虫定茂らと共に三河国作手城へ12日までの着城を命じられている。

### 武田氏滅亡後
天正10年（1582年）武田氏滅亡後の天正壬午の乱において、同年11月には甲斐国新府城を押さえた徳川家康が信濃平定を目論む。徳川軍の柴田康忠・菅沼定利が佐久郡前山城を攻略、その際に徳川軍に降伏し、嫡子・大井政吉と従甥（伯父・大井政行の孫）の大井政俊を人質として供出した。
以後、同じ信濃衆の依田信蕃の配下に置かれる事となったが、かつては信濃守護代を務めた信濃大井氏の総領職を承認され、佐久郡耳取1,300貫文を安堵された。
天正18年（1590年）家康が関東に移封されると、依田康勝に与えられた上野国藤岡の内1,300石を与えられた。

### 江戸時代
慶長5年（1600年）1月、大井康勝が私闘の咎によって改易され高野山に蟄居すると、それを追って自らも子・大井政吉と共に高野山に登った。
慶長5年7月、会津征伐では小山評定において徳川軍に合流。徳川秀忠の東山道進軍に信濃路の嚮導を任される。だがこの時に病を得たために従軍はできず、子の大井政吉に一任した。
慶長5年（1600年)の関ヶ原の戦いの後は、西軍所属の真田昌幸の居城だった上田城の守衛を担当する。その後は藤岡の地を安堵された。
慶長8年（1603年）に藤岡の地で没した。